# هانك إريكسون
هانك إريكسون (بالإنجليزية: Hank Erickson)‏ هو لاعب كرة قاعدة أمريكي، ولد في 11 ديسمبر 1907 في شيكاغو في الولايات المتحدة، وتوفي في 13 ديسمبر 1964 في لويفيل في الولايات المتحدة.

## وصلات خارجية
- هانك إريكسون على موقع دوري كرة القاعدة الرئيسي (الإنجليزية)
- هانك إريكسون على موقعبيزبول رفرنس.كوم (الدوري الرئيسي) (الإنجليزية)
- هانك إريكسون على موقعبيزبول رفرنس.كوم (الدوري الثانوي) (الإنجليزية)